# Liste de ponts de Libye
Cette liste de ponts de Libye a pour vocation de présenter une liste de ponts remarquables de Libye, tant par leurs caractéristiques dimensionnelles, que par leur intérêt architectural ou historique.

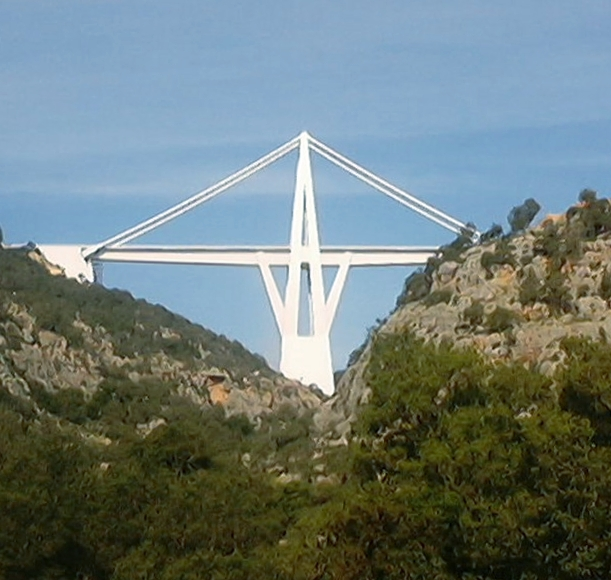
Le pont du Wadi al-Kuf, conçu par l'ingénieur italien Riccardo Morandi.

La catégorie lien donne la classification de l'ouvrage parmi ceux présentés et propose un lien vers la fiche technique du pont sur le site Structurae, base de données et galerie internationale d'ouvrages d'art. La liste peut être triée selon les différentes entrées du tableau pour voir ainsi les ponts en arc ou les ouvrages les plus récents par exemple.
Les colonnes portée et longueur, exprimées en mètres, indiquent respectivement la distance entre les pylônes de la travée principale et la longueur totale de l'ouvrage, viaducs d'accès compris.

## Grands ponts
Ce tableau présente les ouvrages ayant des portées supérieures à 100 mètres ou une longueur totale de plus de 1 000 mètres (liste non exhaustive).
| Photo | N° | Nom                       | Arabe                 | Portée (m) | Long. (m) | Type                                                   | Voie portée Franchit             | En service  | Localisation                          | Shabiyat           | Ref.  |
| ----- | -- | ------------------------- | --------------------- | ---------- | --------- | ------------------------------------------------------ | -------------------------------- | ----------- | ------------------------------------- | ------------------ | ----- |
|       | 1  | Pont du Wadi al-Kuf       | جسر وادي الكوف        | 282        | 477       | Haubané Tablier caisson béton, pylônes béton 97+282+97 | Msah Rode                        | 1972        | El Beïda 32° 41′ 48″ N, 21° 33′ 56″ E | Al Jabal al Akhdar | [ 1 ] |
|       | 2  | Pont Jeliana              | جسر جليانة            | 120        | 280       | Poutre-caisson Béton précontraint                      | Algeria Street Lac du 23 juillet | Années 1970 | Benghazi 32° 06′ 14″ N, 20° 03′ 29″ E | Benghazi           | [ 2 ] |
|       | 3  | Vieux pont du Wadi al-Kuf | جسر وادي الكوف القديم |            |           | Pont Bailey                                            |                                  |             | El Beïda 32° 41′ 55″ N, 21° 34′ 28″ E | Al Jabal al Akhdar |       |